# Église de la Transfiguration de Smederevska Palanka
Pour les articles homonymes, voir Église de la Transfiguration.
L'église de la Transfiguration de Smederevska Palanka (en serbe cyrillique : Црква Светог Преображења у Смедеревској Паланци ; en serbe latin : Crkva Svetog Preobraženja u Smederevskoj Palanci) est une église orthodoxe serbe située à Smederevska Palanka, dans le district de Podunavlje en Serbie. Elle est inscrite sur la liste des monuments culturels protégés de la république de Serbie (identifiant no SK 560).

## Présentation

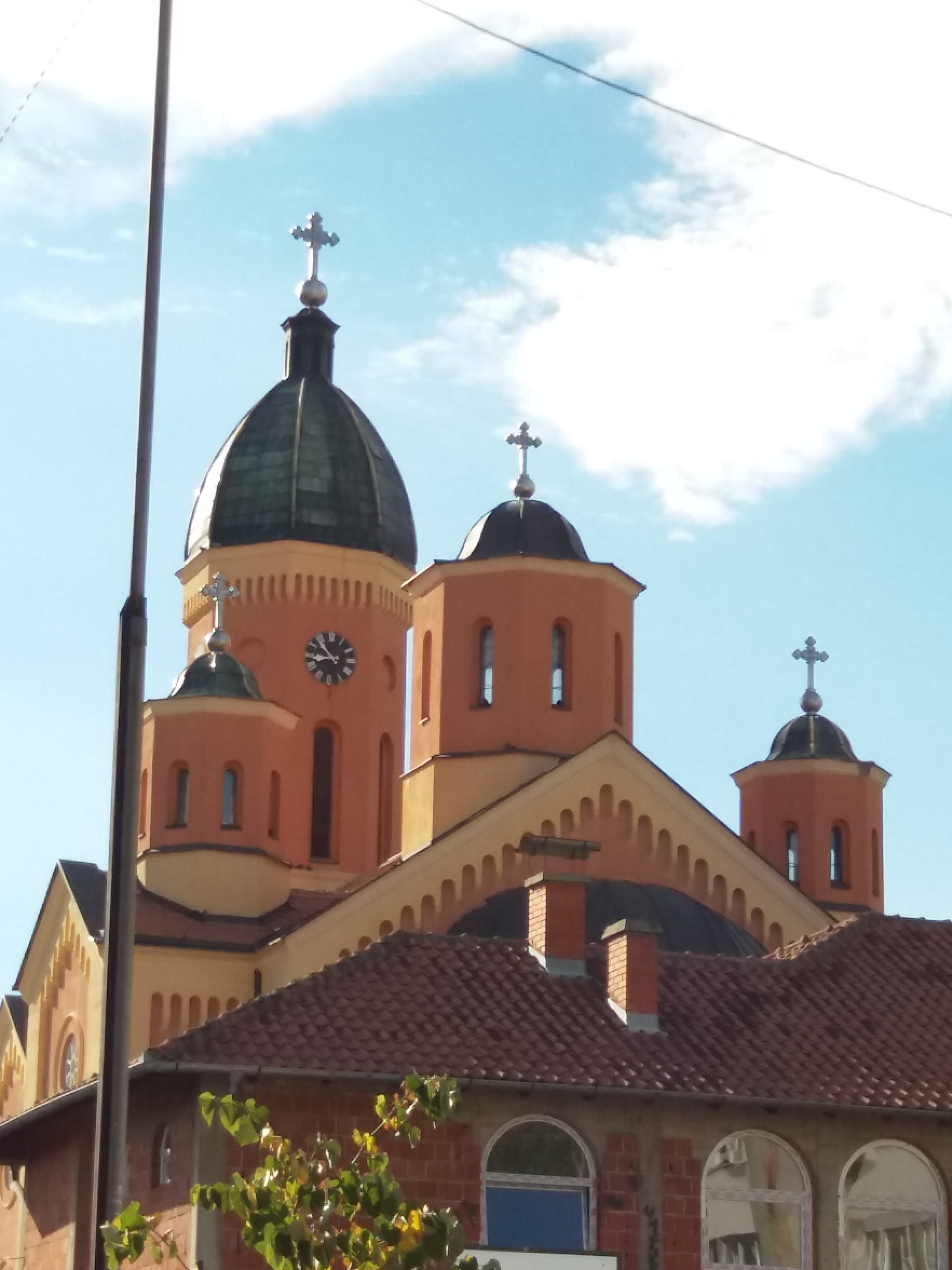
Les dômes de l'église.

L'église a été construite à la fin du XIXe siècle, entre 1865 et 1890. L'architecte Svetozar Ivačković, l'un des maîtres de l'architecture serbo-byzantine moderne inspirée du Moyen Âge serbe, a notamment participé à la conception de la façade principale.
L'église est constituée d'une nef unique précédée d'un narthex avec une galerie ; la nef s'élargit à l'est grâce à deux absides situées de part et d'autre de l'autel. À l'extérieur, l'édifice est surmonté par trois dômes au-dessus de la nef et des absides. Les façades sont ornées d'une frise formée de petites arcades aveugles qui court en-dessous du toit. La façade occidentale est dominée par un clocher élancé couronné d'un dôme ; le porche d'entrée est soutenu par deux colonnes.
L'église a été décorée de fresques par Steva Todorović, l'un des représentants les plus importants de la peinture « romantique » serbe, avec l'aide de sa femme Poleksija. Sur les 41 icônes de l'iconostase réparties en quatre zones 38 ont été peintes par Todorović. Entre autres, l'église abrite également des icônes et des livres liturgiques.

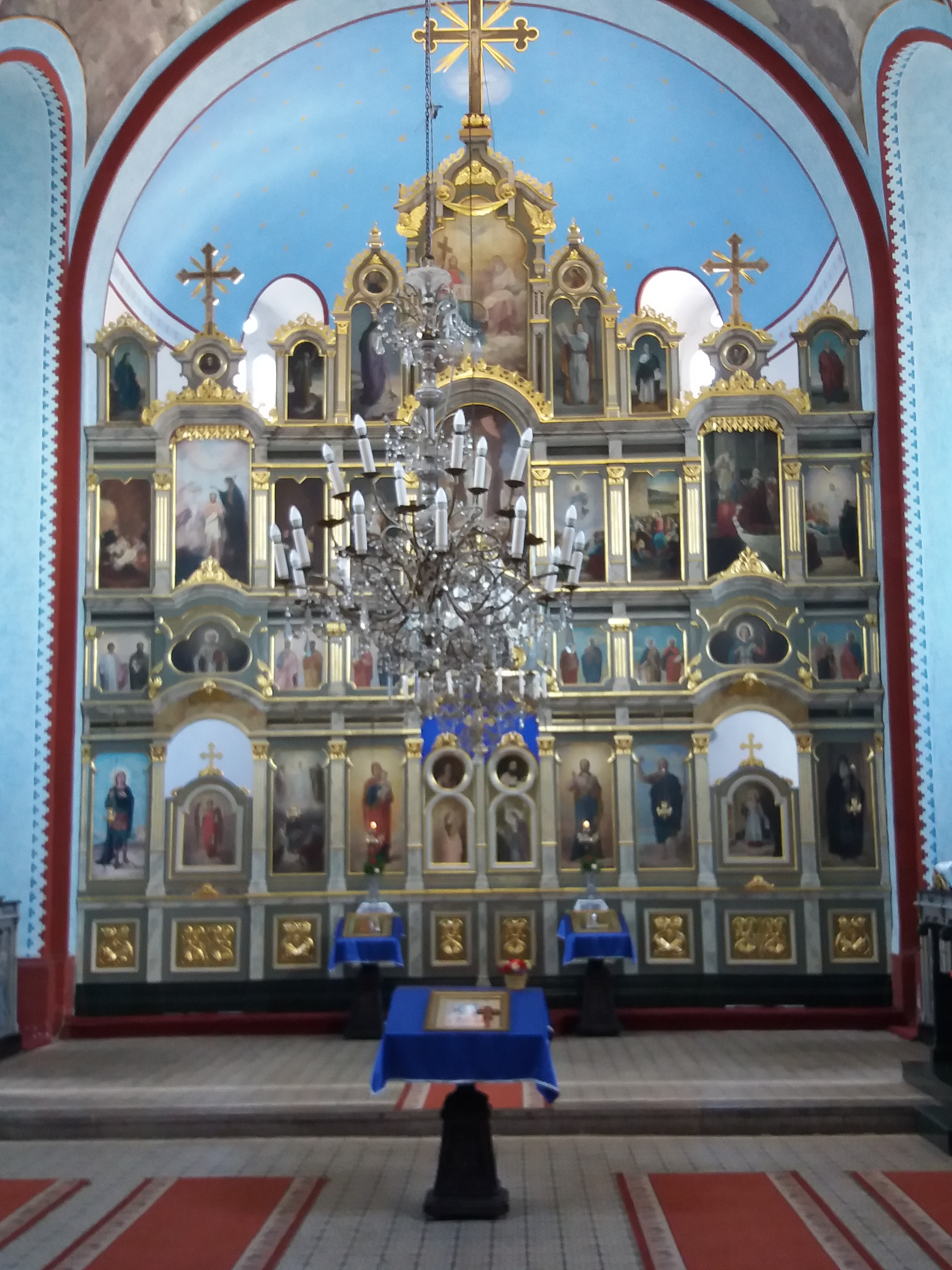
L'iconostase de l'église.